# ČZ 75
A ČZ 75 csehszlovák gyártmányú, 9 mm-es félautomata pisztoly (maroklőfegyver), melyet a Česká zbrojovka Uherský Brod (ČZUB) gyárt 1975-től.  Elsősorban rendvédelmi és katonai feladatokhoz készült, de sportfegyverként is népszerű. Az alapváltozatát 9×19 mm Luger lőszerhez készítették, de más lőszerhez készült változatai is elérhetők. Továbbfejlesztett változata a ČZ 85.

## Története
A fegyvert az 1970-es évek elején tervezte az akkor már nyugdíjas, de az Uherský Brod-i fegyvergyárnál újra alkalmazott František Koucký és Josef Koucký, akik a csehszlovák kézilőfegyver-gyártás elismert fegyvertervezői voltak az 1930-as évek végétől. 1975-re kėszült el, erre az évszámra utal a típusjelzése. A fegyvert a nagy nyílvánosság előtt 1976-ban mutatták be Madridban. A ČZUB 1976-ban kezdte el a sorozatgyártását.  A fegyvert eredetileg exportra szánták. A speciális egységeket leszámítva sem a hadseregnél, sem a rendőrségnél nem rendszeresítették, mert a szocialista országok hadseregeiben és rendvédelmi szerveinél nem használták  a Parabellum lőszert. 1990-ig főként a nyugat-európai országokban, valamint Törökországban, Irakban és Iránban, majd később az egyesült Államokban is értékesítették. Az 1990-es évek elején jelent meg a módosított, ČZ 75B jelzésű módosított változata, amelyet ütőszeg-biztosítóval láttak el. A csehszlovák rendőrségnél és a hadseregnél csak 1989 után jelent meg a fegyver. 
A pisztoly az 1980-as évrek végére egyre népszerűbb lett a sportlövészetben, különösen a szituációs lövészetben.  

## Jellemzői
Rövid csőhátrasiklásos fegyver. Teljesen fémből készült. Fő részei a szán, a tok, a helyretoló szerkezet, a cső és a tár. A cső a hátrasiklás kezdeti szakaszában reteszelve van. Ezt a csőfar felső részébe és a szán belső felületébe mart hornyok biztosítják. Külső kakasos rendszerű, egyes és revolverező elsütést biztosít az elsütőszerkezete. Az elsütőerő nem állítható. Véletlen elsütés elleni külső biztosítóval szerelték fel. Csak csőre töltött állapotban biztosítható. A biztosítószerkezet ekkor blokkolja a szánszerkezetet is. A biztosító nem feszteleníti a kakast. Emellett felszerelték korai elsülés elleni biztosítóval is, amely csak a zárszerkezet teljesen zárt állapotánál engedi elsütni a fegyvert. Szánakasztóval rendelkezik, amely a biztosítókarhoz hasonlóan a fegyver bal oldalán helyezkedik el. A tár 15 db-os szekrénytár. Irányzéka fix, nyílt. A hátsó irányzék oldalra állítható. Függőlegesen a hátsó irányzék csak cserével állítható. Az irányzékon célzást segítő jelzések találhatók.